# アルティン・ララ
アルティン・ララ（Altin Lala, 1975年11月18日 - ）は、アルバニア・ティラナ出身の元同国代表サッカー選手、元サッカー指導者。ポジションはMF。
アルバニア代表として通算79試合に出場したが、これはロリク・カナに次ぐ同国歴代2位のキャップ数である。

## 経歴

### 初期
アルバニアの首都ティラナに生まれ、地元のKSディナモ・ティラナの下部組織でキャリアを始めた。1991年、15歳の頃にU-16アルバニア代表としてドイツに渡りトレーニングキャンプのためにハンブルク港近くに滞在していたところ、多くのチームメイトと共に祖国へ戻ることに反対しドイツに亡命。最終的にフルダの難民キャンプに移住し、ボルシア・フルダの下部組織に入団した。アルバニア語しか出来なかったララは、同僚やコーチと手信号でコミュニケーションに苦労しながら2年後の1994年1月、18歳の頃に年俸1200マルクで3部を戦うトップチームと契約を結んだ。

### ハノーファー
1998年7月21日、2部に昇格するハノーファー96に移籍。7月30日の1-0で勝利したカールスルーエSC戦デビューし、この1998-99シーズンは23試合に出場した。
2001-02シーズンに2部で優勝に貢献し、2002-03シーズンからはブンデスリーガに昇格以降もコンスタントに出場を重ね、トップカテゴリーでは149試合1ゴールを記録。2004年から2007-08シーズンまでキャプテンを任せられると、その闘争的なプレースタイルから"Kampfzwerg"と呼ばれ、チーム内やファンの両方から人気選手となった。2007-08シーズンはゴールはなかったが28試合に出場した。しかし、2008-09シーズンシーズンになると控えにまわることが多くなり、スタメンは開幕戦を含む5試合だった。また、チームは開幕戦に敗れ良いスタートを切れず、最終的に10勝しか挙げることが出来ずに終わった。

### バイエルンII
ハノーファーとの契約満了に伴い一度は引退を計画したものの、3月にバイエルン・ミュンヘンIIと会談した末、2012年夏に自由移籍でバイエルン・ミュンヘンIIに加入した。これはララの元同僚でバイエルン・ミュンヘンのユーススカウトを務めるミヒャエル・タルナトによる提案だった。バイエルンⅡでは3試合に出場したが、その後の負傷により引退を余儀なくされた。

## 代表
1998年1月21日、トルコとの親善試合でアルバニア代表デビュー。2003年3月29日、UEFA EURO 2004予選のロシア戦で79分に初ゴールを決め3-1で勝利した。それから3ヶ月後の2-3で敗れたスイス戦で2ゴール目を記録。2007年にイグリ・ターレの代表引退に伴い、オットー・バリッチ監督からキャプテンに指名された。以降は2011年に代表から退くまでキャプテンとしてプレーしたが、13年に渡る代表キャリアでメジャー大会出場は叶わなかった。